# Klaus Kotzmann
Klaus Kotzmann (Wolfen, 1960. január 17. –) világbajnoki ezüstérmes német tőrvívó.

## Sportpályafutása
Az 1980. évi nyári olimpiai játékokon egyéni tőrvívásban indult. Kifah Al-Mutawa, Stéphane Ganeff, František Koukal, Heriberto González, Bogusław Zych, Volodimir Szmirnov (a versenyszám későbbi olimpiai bajnoka) és Pierre Harper ellen is győzelmet aratott, végül a 9. helyen végzett.